# Garth Ennis
Pour les articles homonymes, voir Ennis (homonymie).
Œuvres principales
- Preacher
- Judge Dredd
- Hitman
- The Punisher
- The Boys
- The Darkness

Hellblazer (comics)
Garth Ennis, né le 16 janvier 1970 à Holywood en Irlande du Nord, est un scénariste de comics britannique, notamment connu pour la série Preacher cocréée avec Steve Dillon et sortie chez Vertigo.

## Publications
Les titres suivis d'un astérisque ont été traduits en français, même partiellement.
- 303 (avec Jacen Burrows, Avatar Press, 6 numéros, 2004, (tpb paru en 2007,  (ISBN 1-59291-037-8))) *

- A1 #6A "And They Never Get Drunk But Stay Sober" (avec Steve Dillon, 1992)

- A Walk Through Hell (avec Goran Sudžuka, Aftershocks Comics)
  - A Walk Through Hell Volume 1: The Warehouse (#1–5, tpb, 120 pages, 2018,  (ISBN 978-1-935002-45-1))
  - A Walk Through Hell Volume 2: The Cathedral (#6–12, tpb, 160 pages, 2019,  (ISBN 978-1-949028-21-8))

- Adventures in the Rifle Brigade (avec Carlos Ezquerra, tpb qui contient les deux mini-séries, 2004 :  (ISBN 1401203531)) : 
  - Adventures in the Rifle Brigade (Vertigo, mini-série de 3 numéros, 2000)
  - Operation Bollock (Vertigo, mini-série de 3 numéros, 2001)

- The Authority :
  - Kev (Wildstorm) (avec Glenn Fabry, 2002)
  - More Kev (avec Glenn Fabry, Wildstorm, 4 numéros, 2004)
  - The Authority: Kev (Wildstorm, contient Kev et  More Kev, 2005,  (ISBN 140120614X))
  - The Magnificent Kevin (avec Carlos Ezquerra, Wildstorm, 5 numéros, 2005, 2006,  (ISBN 1401209904))
  - A Man Called Kev (avec Carlos Ezquerra, 5 numéros, 2006,  (ISBN 1401213243))
  - Midnighter: Killing Machine  (avec Chris Sprouse, 6 numéros, 2006,  (ISBN 1401214770))

- Bart Simpson's Treehouse of Horror #7: In Springfield, No-One Can Hear You Scream  (avec John McCrea, 2001)

- Batman: Legends of the Dark Knight #91-93 (avec Will Simpson, DC, 1997)

- Battler Britton (avec Colin Wilson, Wildstorm, 2006)

- Bloody Mary (avec Carlos Ezquerra, Vertigo, 2005  (ISBN 1401207251)) :
  - Bloody Mary (DC/Helix, mini-série de 4, 1996) *
  - Bloody Mary: Lady Liberty (DC/Helix, mini-série de 4 numéro, 1998)

- The Boys (avec Darick Robertson, Wildstorm, 2006, puis Dynamite Entertainment). La série s'est terminée aux États-Unis au mois de novembre 2012 au #72. :
  - The Name of the Game #01-02
  - Cherry #03-06
  - Get Some #07-10
  - Glorious Five Year Plan #11-14
  - Good for the Soul #15-18
  - I Tell You No Lie, G.I. #19-22
  - We Gotta Go Now #23-30
  - Miniseries Herogasm #1-6
  - The Self-Preservation Society #31-34
  - Nothing Like It in the World #35-36
  - La Plume De Ma Tante Est Sur La Table #37
  - The Female of the Species is More Deadly Than the Male #38
  - What I Know #39
  - The Innocents #40-43
  - Believe #44-47
  - Mini-série Highland Laddie #1-6
  - Proper Preparation and Planning#48-51
  - Barbary Coast #52-55
  - The Big Ride #56-59
  - Over the Hill with the Swords of a Thousand Men #60-65
  - Mini-série Butcher, Baker, Candlestick Maker #1-6
  - The Bloody Doors Off #66-71
  - You Found Me #72

- Chopper :
  - Earth, Wind and Fire (avec John McCrea, dans Judge Dredd Megazine #1.01-1.06, 1990)
  - Dead Man's Curve (avec Martin Emond, dans Judge Dredd Megazine #2.36, 1993)

- The Chronicles of Wormwood (Avatar Press) :
  - Chronicles of Wormwood (avec Jacen Burrows, 2006–2007, 6 numéros, collecté en tpb sous le titre Chronicles of Wormwood Vol. 1, 2007,  (ISBN 1-59291-041-6))
  - The Last Enemy (avec Rob Steen, graphic novel, tpb, 2007,  (ISBN 1-59291-043-2))
  - The Last Battle (avec Oscar Jimenez, 2009–2011, 6 numéros, collecté en tpb sous le titre Chronicles of Wormwood Vol. 2, 2011,  (ISBN 1-59291-103-X))

- Crisis :
  - #36  "Suburban Hell: The Unusual Obsession of Mrs. Orton" (dessin : Phillip Swarbrick) (1990)
  - #43  "The Ballad of Andrew Brown" (dessin : Phil Winslade, 1990)
  - #61  "Light Me" (dessin : Phil Winslade, 1991)
  - #62  "Charlie Lives Avec ... Fang and Snuffles" (dessin : Ian Oldham, 1991)

- Crossed (avec Jacen Burrows, Avatar Press, 9 numéros, 2010-2011 (intégrale des épisodes U.S. parue en 2013 en France aux éditions Milady,  (ISBN 978-2-8112-1092-2)))

- The Darkness :
  - Coming of Age (avec Marc Silvestri, Image, 1996, contient numéros #1-6 + Preview Edition, 1998  (ISBN 1582400326))
  - Painkiller Jane vs. The Darkness: Stripper #1 (avec Amanda Conner, 1997)
  - Heart of Darkness (avec coauteur : Malachy Coney, dessin : Marc Silvestri & Joe Benitez, Image, 1998, contient numéros #11-14, 2001  (ISBN 1582402051))

- The Demon (John McCrea, DC, numéros #40, 42-58, 0, et Annual #2, 1993-1995)

- Dicks :
  - For A Few Troubles More (contient des histoires tirées de Crisis #40-43, 45-46)
  - Dicks (dessin : John McCrea, 4 numéros, Caliber, 2003  (ISBN 1592910041), 1997)
  - Bigger Dicks (dessin : John McCrea, 4 numéros, 2002, Avatar Press, 2002)
  - Dicks 2 (dessin : John McCrea, 4 numéros, Avatar Press, 2002)
  - Dicks X-Mas Special (dessin : John McCrea, one-shot, 2003)
  - Dicks Winter Special (dessin : John McCrea, one-shot, 2005)

- Enemy Ace : War in Heaven (avec coauteur Robert Kanigher); Art: Chris Weston, Russ Heath, Christian Alamy et Joe Kubert, DC, 2 numéros, 2001, 2003  (ISBN 1563899825))

- Flinch #3 : Satanic (avec Kieron Dwyer, 1999)

- Fury : 
  - Fury (Marvel MAX, 6 numéros, 2001, 2002,  (ISBN 0785108785))
  - Peacemaker (avec Darick Robertson, Marvel Knights, 6 numéros, 2006,  (ISBN 0-7851-1769-5))
  - Fury MAX (avec Goran Parlov, 13 numéros, 2012–2013)

- Ghost Rider: Road to Damnation (Marvel, 6 numéros, 2006, juillet 2006,  (ISBN 0785115927))

- Goddess (avec Phil Winslade, Vertigo, 8 numéros, 1992, 2002,  (ISBN 1563897350))*

- Hellblazer * (avec Steve Dillon, #41-50, #52-83, #129-133, Special #1 DC/Vertigo, + Heartland one-shot spin-off, 1992-1994, 1998) :
  - Dangerous Habits (contient #41-46, 1994  (ISBN 1563891506))
  - uncollected: 47-50, 52-61
  - Fear and Loathing (contient #62-67, 1997  (ISBN 1563892022))
  - Tainted Love (contient #68-71 + Special 1 + Vertigo Jam #1, 1998,  (ISBN 1563894564))
  - Damnations Flame (contient #72-77, 1999  (ISBN 1563895080))
  - Rake at the Gates of Hell (contient #78-83 + Heartland, 2003,  (ISBN 1401200028))
  - Son of Man (contient #129-133, 2004  (ISBN 1401202020))
  - Vertigo: Winter's Edge #2

- Hitman (avec John McCrea, 60 numéros, DC, specials: Annual #1, numéro #1,000,000, Hitman/Lobo: That Stupid Bastich!, 1996-2001) :
  - Hitman (contient #1-3 + The Demon Annual #2 + Batman Chronicles #4, 1997,  (ISBN 1563893142))
  - 10,000 Bullets (contient #4-8, 1998  (ISBN 1563894041))
  - Local Heroes (contient #9-14 + Annual #1, 1999  (ISBN 1563895099))
  - Ace of Killers (contient #15-22, 2000  (ISBN 1563896141))
  - Who Dares Wins (contient #23-28, 2001  (ISBN 1563897180))

- Hulk Smash! (avec John McCrea, Marvel, 2 numéros, 2001)

- Judge Dredd :
  - Trade paperbacks : 
    - Death Aid (avec Carlos Ezquerra, 2001) contient :
      - Death Aid (dans 2000 AD #711-715 & #719-720, 1990-1991)
      - Return of the King (dans 2000 AD #733-735, 1991)
      - Christmas Avec Attitude (dans 2000 AD #815, 1992)

    - Emerald Isle (2001) contient :
      - Emerald Isle (avec Steve Dillon & Will Simpson, dans 2000 AD #727-732, 1991)
      - Almighty Dredd (avec Ian Gibson, dans 2000 AD #780-782, 1992)
      - The Magic Mellow Out (avec Anthony Williams, dans 2000 AD #808-809, 1992)

    - Muzak Killer (2002) contient : 
      - Muzak Killer (avec Dermot Power, dans 2000 AD #746-748, 1991)
      - Teddy Choppermitz (avec Dermot Power, dans 2000 AD #760, 1991)
      - Raider (avec John Burns, dans 2000 AD #810-814, 1992)
      - Muzak Killer: Live! (avec Dermot Power, dans 2000 AD #837-839, 1993)

    - Justice One (2002) contient : 
      - Talkback (avec Glenn Fabry, dans 2000 AD #740, 1991)
      - Twilight's Last Gleaming (avec John Burns, dans 2000 AD #754-756, 1991)
      - Justice One (avec Peter Doherty (en), dans 2000 AD #766-771, 1992)
      - Ex-Men (avec John Higgins, dans 2000 AD #818, 1993)
      - A Man Called Greener (avec Anthony Williams, dans 2000 AD #828, 1993)

    - Judgement Day (avec coauteur : John Wagner; dessin : Peter Doherty (en) & Carlos Ezquerra tpb, 1999, contient Judgement Day, dans 2000 AD #786-799  Judge Dredd Megazine #2.4-9, 1992)
    - Innocents Abroad (2002) or Babes in Arms (1995) both collect (avec Greg Staples) : 
      - Rough Guide to Suicide (dans 2000 AD #761, 1991)
      - Babes in Arms (dans 2000 AD #776-779, 1992)
      - Innocents Abroad (dans 2000 AD #804-807, 1992)
      - Blind Mate (dans 2000 AD #825, 1993)

    - Goodnight Kiss (2001) contient :
      - The Marshall (avec Sean Phillips, dans 2000 AD #800-803, 1992)
      - Enter: Jonni Kiss (avec Greg Staples, dans 2000 AD #830, 1993)
      - Goodnight Kiss (avec Nick Percival, dans 2000 AD #940-948, 1995)

    - Helter Skelter (avec Carlos Ezquerra & Henry Flint, tpb 2002, contient Helter Skelter. dans 2000 AD #1250-1261, 2001)

  - Autres histoires de Dredd :
    - Firepower (avec Colin MacNeil. dans 2000 AD #736, 1991)
    - Teddy Bear's Firefight (avec Brian Williamson, dans 2000 AD #737, 1991)
    - Garbage Disposal (avec John Burns, dans 2000 AD #738, 1991)
    - Twin Blocks (avec Gary Erskine & Gina Hart, dans 2000 AD #741, 1991)
    - School Bully (avec Simon Coleby & Gina Hart, dans 2000 AD #742, 1991)
    - A Clockwork Pineapple (avec Simon Coleby, dans 2000 AD #743-745, 1991)
    - The Vidders (avec Chris Weston, dans 2000 AD #749, 1991)
    - One Better (avec Jose Casanovas, dans 2000 AD #757, 1991)
    - The Flabfighters (avec Simon Coleby, dans 2000 AD #758-759, 1991)
    - Koole Killers (avec Simon Coleby & Gina Hart, dans 2000 AD #772-774, 1992)
    - First of the Many (avec Cliff Robinson & Gina Hart, dans 2000 AD #775, 1992)
    - A Magic Place (avec Steve Dillon, Simon Coleby & Gina Hart, dans 2000 AD #783-785, 1992)
    - The Taking of Sector One-Two-Three (avec Carlos Ezquerra, dans Judge Dredd Megazine #2.10-2.11, 1992)
    - Judge Joyce: When Irish Pies Are Smiling (avec Steve Dillon dans, Judge Dredd Yearbook 1993, 1992)
    - The Kinda Dead Man (avec Anthony Williams, dans 2000 AD #816, 1993)
    - The Craftsman (avec John McCrea, dans 2000 AD #817, 1993)
    - Snowstorm (avec Colin MacNeil, dans 2000 AD #819, 1993)
    - PJ and the Mock-Choc Factory (avec Anthony Williams, dans 2000 AD #820-822, 1993)
    - Last Night Out (avec Brett Ewins, dans 2000 AD #823, 1993)
    - A B or C Warrior (avec Ron Smith, dans 2000 AD #824, 1993)
    - Unwelcome Guests (avec Jeff Anderson, dans 2000 AD #826, 1993)
    - Barfur (avec Jan Haward, dans 2000 AD #827, 1993)
    - The Judge Who Lived Downstairs (avec Brett Ewins, dans 2000 AD #831, 1993)
    - The Chieftan (avec Mick Austin, dans 2000 AD #832-834, 1993)
    - The Corps: Fireteam One (avec Paul Marshall/Colin MacNeil, dans 2000 AD #918-923, 1994)
    - Monkey on My Back (avec John Higgins, dans Judge Dredd Megazine #204-206, 2003)

- Just a Pilgrim (avec Carlos Ezquerra) :
  - Just a Pilgrim (Black Bull, 5 numéros, 2001, 2001  (ISBN 184023377X)) *
  - Just a Pilgrim: Garden of Eden (Black Bull, 4 numéros, 2002,  2003  (ISBN 184023590X)) *

- Loaded  (avec Greg Staples & Les Spink, video game tie-in, 1996)

- Preacher (avec Steve Dillon, 66 numéros + mini série Saint of Killers, plus 5 one-shots, Vertigo, 1995-2000) * :

1. Gone To Texas (contient #1-7, 1996  (ISBN 1563892618))
2. Until the End of the World (contient #8-17, 1997  (ISBN 1563893126))
3. Proud Americans (contient #18-26, 1997  (ISBN 1563893274))
4. Ancient History (contient Saint of Killers mini, Good Ol' Boys one-shot, Story of You-Know Who one-shot, 1998  (ISBN 156389405X))
5. Dixie Fried (contient #27-33  Cassidy one-shot, 1998  (ISBN 1563894289))
6. War In the Sun (contient #34-40 et Starr one-shot, 1999  (ISBN 1563894904))
7. Salvation (contient #41-50, 1999  (ISBN 1563895196))
8. All Hell's A Comin' (contient #51-58 et Tall in the Saddle one-shot, 2000  (ISBN 1563896176))
9. Alamo (contient #59-66, 2001  (ISBN 1563897156))

- Pride & Joy (avec John Higgins, Vertigo, 4 numéros, 1997,  2003  (ISBN 1401201903))

- The Pro (avec Amanda Conner, Image, 2002)

- The Punisher * :
  - The Punisher Kills the Marvel Universe (avec Dougie Braithwaite, 1995,  2000 ISBN B0006RK6AQ)
  - The Punisher: Welcome Back Frank (avec Steve Dillon, Marvel, 12 numéros, 1999,  2001  (ISBN 0785107835))
  - The Punisher Meets Painkiller Jane (avec Joe Jusko & Dave Ross, 2001)
  - The Punisher (Marvel series) (avec Steve Dillon, 2001-2003)
    - Army of One (contient #1-6, 2002  (ISBN 0785108394))
    - numéro #7 (contient une histoire d'une page par Ennis; #8-12 have no Ennis)
    - Business As Usual (contient #13-18, 2003  (ISBN 0785110143))
    - Full Auto (contient #20-27, 2003  (ISBN 0785111492))
    - Streets of Laredo (contient #19, 27-32, 2003  (ISBN 0785110968))
    - Confederacy of Dunces (contient #33-37, 2004  (ISBN 0785113444))

  - Marvel Knights Double Shot #1: Roots (avec Joe Quesada, 2002)
  - Born (avec Darick Robertson, Marvel, 4 numéros, 2003,  2006  (ISBN 0785110259))
  - The End (avec Richard Corben, 2004)
  - The Cell (avec Lewis Larosa, 2005)
  - The Punisher Marvel MAX Series (avec Lewis Larosa, 2004-2008)
    - In the Beginning (contient #1-6, 2004  (ISBN 0785113916)) *
    - Kitchen Irish (contient #7-12, 2004  (ISBN 0785115390)) *
    - Mother Russia (contient #13-18, 2005  (ISBN 0785116036)) *
    - Up Is Down, Black Is White (contient #19-24  (ISBN 0785117318)) *
    - The Slavers (contient #25-30, 2006  (ISBN 0785118993) *
    - Barracuda (contient #31-36, 2006) *
    - Man Of Stone (contient #37-42) *
    - Widowmaker (contient #43-49) *
    - Long Cold Dark (contient #50-54) *
    - Valley Forge, Valley Forge (#55-59) *

  - The Tyger (avec John Severin, 2006)

- Revolver :
  - Horror Special: "Suburban Hell: A Dog and His Bastard" (avec Phillip Swarbrick, 1990)
  - Romance Special: "The One I Love" (avec Glenn Fabry, 1991)

- Shadowman (Volume 2 #1-4, avec Ashley Wood, Acclaim, 1997)

- Sleaze 'n' Ryder (avec Nick Percival, dans Judge Dredd Megazine #2.19-2.26, 1993)

- Star Wars Tales :
  - Trooper (avec John McCrea & Jimmy Palmiotti, dans #10, 2001)
  - In the Beginning (avec Amanda Conner & Jimmy Palmiotti, dans #11, 2002)

- Strontium Dogs :
  - Monsters (avec Steve Pugh, #750-761, 1991)
  - Dead Man's Hand (avec Simon Harrison, dans 2000 AD Yearbook 1993, 1992)
  - Return of the Gronk (avec Nigel Dobbyn, dans 2000 AD #817-824, 1993)
  - How The Gronk Got His Heartses  (avec Nigel Dobbyn, dans 2000 AD #850-851, 1993)
  - The Darkest Star  (avec Nigel Dobbyn, dans 2000 AD #855-866, 1993)

- Superman 80-Page Giant: How To Be A Super-Hero (avec John McCrea, 1999)

- Spider Man's Tangled Web: The Coming of the Thousand (#1-3, 2001,  2002  (ISBN 0785108033)) *

- Thor: Vikings (Marvel, 5 numéros, 2004  (ISBN 0785111751)) *

- Time Flies (avec Philip Bond) :
  - Time Flies (dans 2000 AD #700-711, 1990)
  - Tempus Fugitive (dans 2000 AD #1015-1023, 1996)

- Troubled Souls (avec John McCrea, dans Crisis #15-27, 40 & 46, 1989-1990)

- True Faith (avec Warren Pleece, dans Crisis #29-34 & #34-38, 1989-1990)

- Unknown Soldier (avec Kelly Plunkett, Vertigo, 4-numéros, 1997,  1998  (ISBN 156389422X)) *[1]

- War Stories (Vertigo, série de 2 fois 4 numéros) :
  - Volume 1 (avec Dave Gibbons, John Higgins, David Lloyd, Chris Weston & Gary Erskine, 2004  (ISBN 1840239123))
  - Volume 2 (avec Cam Kennedy, David Lloyd, Carlos Ezquerra & Gary Erskine, 2006  (ISBN 1401210392))

- Weird War Tales: Nosh and Barry and Eddie and Joe (avec Jim Lee)

Classement chronologique depuis 2010 :
- 2010 : Battlefields 1-9. Chez Dynamite Entertainment.
- 2011 : Jennifer Blood 1-6 avec Adriano Batista, chez Dynamite Entertainment
- 2011-2014 : Stitched 1-19. Avec Mike Wolfer chez Avatar Press.
- 2012 : The Shadow Fire of Creation 1-6 avec Aaron Campbell chez Dynamite Entertainment.
- 2012-2013 : Fury: My War Gone By 1-13. Avec Goran Parlov chez Marvel.
- 2012-2014 : Crossed Badlands 1-3, 25-28, 50-56 avec Jacen Burrows chez Avatar Press.
- 2013-2014 : Red Team 1-7. Avec Craig Cermak chez Dynamite Entertainment.
- 2014 : Caliban 1-7. Avec Facundo Percio chez Avatar Press.
- 2014 : Dicks, end of time 1-6. Avec John McCrea chez Avatar Press.
- 2015 : Where Monsters Dwell Vol2 1-5. Avec Russell Braun chez Marvel.
- 2015-2016 : Johnny Red 1-8. Avec Keith Burns chez Titan Comics.
- 2017 : Jimmy's Bastards 1-7 avec Russell Braun, série en cours depuis juin 2017 chez Aftershocks Comics.
- 2018 : Il prévoit un comic avec Glynn Dillon, le frère de Steve Dillon, décédé fin 2016[2].

## Récompenses
- 1997 :  Prix Haxtur de la meilleure histoire longue (avec Steve Dillon) et du meilleur scénario pour Preacher no 1-2
- 1998 : 
  - Prix Eisner du meilleur scénariste pour Hitman, Preacher, Unknown Soldier et Bloody Mary: Lady Liberty.
  -  Prix Haxtur de la meilleure histoire courte pour Hellblazer : Confession (avec Steve Dillon)
- 1999 : 
  - Prix Eisner de la meilleure série pour Preacher (avec Steve Dillon) et du meilleur numéro (Best Single Issue) pour Hitman no 34 : « Of Thee I Sing » (avec Gary Leach et John McCrea)
  -  Prix Haxtur du finaliste ayant reçu le plus de votes pour Preacher : Sang et Whisky
- 2000 :  Prix Micheluzzi de la meilleure série étrangère pour Preacher (avec Steve Dillon)
- 2001 :  Prix Micheluzzi de la meilleure série étrangère pour Hellblazer (avec Steve Dillon)